# Международный теннисный турнир в Сиднее 2011
Международный теннисный турнир в Сиднее 2011 года — ежегодный профессиональный теннисный турнир в серии ATP 250 для мужчин и премьер серии для женщин. Соревнования в 119-й раз проводится на открытых хардовых кортах Олимпийского теннисного парка в Сиднее, Австралия. Турнир прошёл с 10 по 16 января.
Прошлогодние победители:
- в мужском одиночном разряде —  Маркос Багдатис
- в женском одиночном разряде —  Елена Дементьева
- в мужском парном разряде —  Даниэль Нестор и  Ненад Зимонич
- в женском парном разряде —  Кара Блэк и  Лизель Хубер

## Соревнования

### Одиночные турниры

#### Мужчины
Жиль Симон обыграл  Виктора Троицки со счётом 7-5, 7-6(4).
- Симон выигрывает 1-й титул в году и 8-й за карьеру.

#### Женщины
Ли На обыгрывает  Ким Клейстерс со счётом 7-6(3), 6-3.
- Ли выигрывает 1-й титул в году и 4-й за карьеру.

### Парные турниры

#### Мужчины
Лукаш Длоуги /  Пол Хенли обыграли  Боба Брайана /  Майка Брайана со счётом 6-7(6), 6-3, [10-5].
- Длоуги выигрывает 2-й титул в году и 10-й за карьеру.
- Хенли выигрывает свой 2-й титул в году и 25-й за карьеру.

#### Женщины
Ивета Бенешова /  Барбора Заглавова-Стрыцова обыграли  Квету Пешке /  Катарину Среботник со счётом 4-6, 6-4, [10-7].
- Бенешова выигрывает свой 1-й титул в году и 10-й за карьеру.
- Заглавова-Стрыцова выигрывает свой 1-й титул в году и 11-й за карьеру.